# Schließzylinder

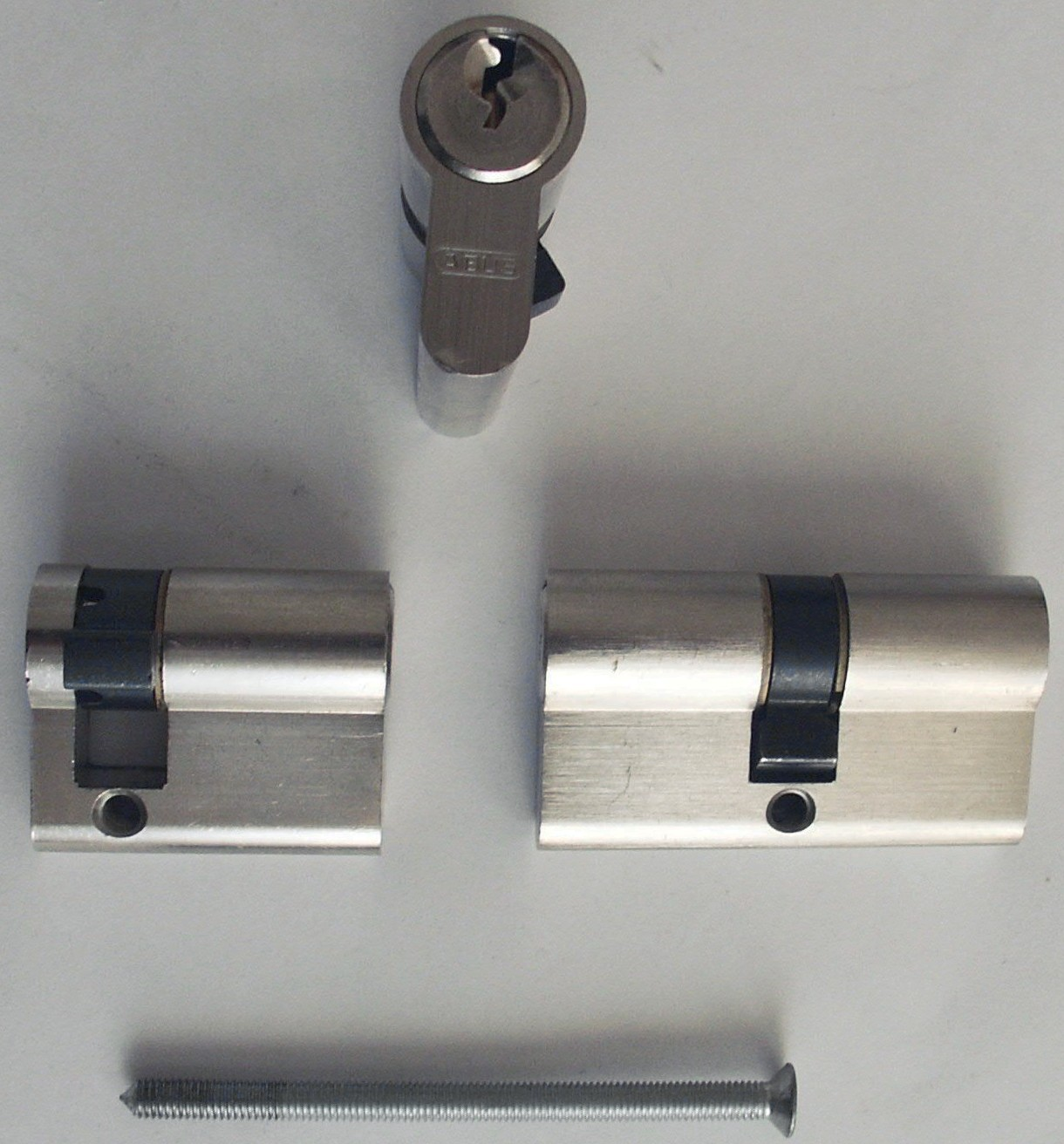
Doppelzylinder (rechts) und Halbzylinder (links) mit Stulpschraube (unten) zum Fixieren des Schließzylinders

Ein Schließzylinder ist der mittels eines Schlüssels zu betätigende Teil des Zylinderschlosses und besteht meist aus einem Gehäuse und einem drehbaren Zylinderkern. Es gibt verschiedene Bauformen wie Profilzylinder, Rundzylinder, Ovalzylinder u. v. a. Halbzylinder sind nur von einer Seite schließbar, Doppelzylinder von beiden; Knaufzylinder sind auf einer Seite mit einem Schlüssel, auf der anderen mit einem fest montierten drehbaren Knauf zu betätigen.

## Geschichte
Am 29. Januar 1861 meldete der US-Amerikaner Linus Yale ein Rundzylinderschloss mit vier Stiftzuhaltungen unter der Nr. 31278 zum Patent an, am 27. Juni 1865 folgte dann sein Patent 48475 eines Rundzylinders mit fünf Stiftzuhaltungen.
Am 25. Oktober 1928 erteilte das Reichspatentamt mit Urkunde Nr. 468260 das Patent für den Profilzylinder. Entwickelt wurde der Profilzylinder 1924 von Sylvester Wöhrle, Ingenieur bei der „Zeiss Ikon“-Tochter Hahn AG für Optik und Mechanik.
Standardisiert werden die Schließzylinder in DIN EN 1303 „Schließzylinder für Schlösser“ und DIN 18252 „Profilzylinder für Türschlösser“.

## Funktionsweise
Der Schließzylinder ist heutzutage das Kernstück der Sicherheit von Schloss und Tür. Der Schlüssel trägt mechanische (heute auch elektronische) Codierungen in Form von Einschnitten (und/oder Bohrmulden) und seines Profils.

Schließzylinder ohne Schlüssel
Mit eingeführtem Schlüssel
Entsperrt
Mit falschem Schlüssel

Im Schließzylinder werden diese Codierungen abgetastet. Stimmen das Profil des Schlüssels und die Profilierung des Schließzylinders überein, kann der Schlüssel eingeführt werden. Passen außerdem die Einschnitte des Schlüssels, ordnen sich die Stifte im Schließzylinder so, dass der Kern gedreht werden kann – es wird (auf-)geschlossen.
Wird das Schloss außer vom Schlüssel auch durch einen anderen zulässigen Aktor (z. B. Motorschloss) ver- oder entriegelt, so muss der Schließbart sich auch ohne freigegebene Schließzylinder drehen können. Hierfür geeignete Profilzylinder tragen die Kennzeichnung FZG (Freilaufzylinder für Getriebeschloss).

Die Kupplung (grün) besteht aus zwei Teilen, die um die Achse (blau) drehbar sind. Sie ist über Nuten mit den Schließzylindern (grau) und – je nach Stellung – mit der Schließnase (dunkelgrau) verbunden.

Bei Doppelzylinderschlössern wird die Verbindung zwischen den Zylindern und der Schließnase mit einer Art Klauenkupplung hergestellt. Wenn der Schlüssel auf einer Seite eingesteckt wird, wird durch die Spitze des Schlüssels die zweiteilige Kupplung so verschoben, dass die Verbindung zwischen der Schießnase und dem anderen Zylinder getrennt wird. Jetzt kann der Schließzylinder und die über die Kupplung mit ihm verbundene Schließnase mit dem Schlüssel gedreht werden, während der andere Schließzylinder blockiert ist.

## Sicherheit

### Angriff auf den Schließzylinder
Schließzylinder müssen gegen Abbrechen, Aufbohren, Herausziehen sowie sonstige Angriffe geschützt sein. Gegen diese Überwindungsmethoden bieten Schließzylinder mit Aufbohrschutz, Kernziehsperre und Ziehschutz in hohem Maße Widerstand. Durch die Montage eines einbruchhemmenden Türschilds bzw. Beschlag mit integriertem Ziehschutz kann ein Schließzylinder auch gegen diese Angriffsmethoden geschützt werden.
Die Maßnahmen schützen nur von einer Seite aus, bei Türen ist dies die Angriffsseite. Von der anderen Seite, der Innenseite werden die Sicherheitskomponenten befestigt bzw. verschraubt. Die Türbänder dürfen nur von der Innenseite aus zugänglich sein.

### Aufsperrsicherheit
Als Aufsperrsicherheit bezeichnet man den Widerstand, den ein Schließzylinder gegen Nachschließen (Lockpicking mit Sperrwerkzeugen) bietet. Jedem Versuch, Schließzylinder durch Öffnung zu überwinden, wird von Seiten der Hersteller eine Reihe von technischen Vorkehrungen, wie z. B. Hantelstifte, parazentrische Schlüsselprofile und zusätzliche Sperrelemente entgegengesetzt. Effektiv ist bisher immer eine Ziehschutzvorrichtung mittels Querstift. Bei der Montage sollen die Türschilder bzw. Beschläge demontiert, dann die Schließung verbaut werden. Anschließend werden die Beschläge wieder montiert und von der Innenseite verschraubt. Hier gibt es dann einen bestmöglichen Ziehschutz, da das Türschild die Schließung besonders hält.
Eine neue Entwicklung sind mechatronische Schließzylinder, bei denen eine Batterie und Elektronik im konventionellen Schlüssel steckt. Der Schlüssel hat eine elektrische Verbindung zum Schloss und es wird ein Code übermittelt, um das Schloss freizugeben.

### Maßnahmen gegen Nachschließen
Die Sicherheit eines Schließzylinders gegen  Nachschließen (Lockpicking) hängt beispielsweise vom Aufbau der Teilung der Zuhaltestifte ab, die jeweils aus einem Kern- und Gehäusestift bestehen, bei Schließanlagen auch aus Aufbaustiften, die zusätzliche Teilungen zwischen Kern- und Gehäusestift einfügen.
Praktische Anforderungen an die Stifthöhen sind:
- Mindestens fünf Zuhaltestifte, davon nicht mehr als drei gleich tiefe Einschnitte.
- Zwischen tiefster und höchster Stufe müssen mindestens drei Stufen Höhenunterschied liegen.
- Maximal zwei benachbarte Einschnitte mit gleicher Höhe.
- Keine fallenden oder steigenden Stufen über die ganze Länge.
- Die Stufensprünge müssen dabei so groß bemessen werden, dass der Zylinder auch dann sperrt, wenn bei nur einem Zuhaltestift nur einer Stufe Höhenabweichung vorliegt.

Hat der Hersteller beispielsweise vorgesehen, dass fünf Zuhaltestifte mit Kernstiften in acht Längen (Stufen) verwendet werden, so ergeben sich für den Schließzylinder alleine durch diese Variation 85 = 32.768 Kombinationen. Es ist jedoch offensichtlich, dass einige dieser Kombinationen unbrauchbar sind; Wenn die ersten vier Bedingungen erfüllt sein sollen, so sind 2.164 Kombinationen (6,6 %) ungeeignet.
Ein weiteres Sicherheitsmerkmal ist die Kontur des Schlosses und des Schlüssels. Die mäanderförmige Profillinie des Schlüssels sollte mindestens einmal die Mittellinie erreichen oder überschreiten (parazentrisches Schlüsselprofil), andernfalls könnte man einen flachen Metallstreifen über die ganze Länge in den Zylinder einschieben, was Lockpicking erleichtert.

### Zertifizierung
Schließzylinder werden in Deutschland vor allem nach zwei etablierten Prüf- und Zertifizierungssystemen bewertet: dem von dem Verband der Sachversicherer (VdS) vergebenen VdS-Siegel sowie dem SKG-Sternesystem des niederländischen Prüfinstituts SKG-IKOB. Beide Verfahren prüfen die Zylinder auf Widerstandsfähigkeit gegen typische Aufbruchmethoden und ordnen die Produkte in abgestufte Sicherheitsklassen ein.

#### VdS-Zertifizierung
Der Verband der Sachversicherer bewertet Schließzylinder, so dass das tatsächliche Sicherheitsniveau an der VdS-Zertifizierung erkennbar ist. Die VdS-Klassen stellen in der Reihenfolge A < AZ < B < BZ < B+ < BZ+ < C < CZ < C+ < CZ+ immer höhere Anforderungen an den Schließzylinder, wobei auch Anforderungen nach DIN 18252 und EN 1303 eingeschlossen sind. Der Buchstabe Z weist auf einen Ziehschutz hin und das + auf Widerstand gegen „Angriffe mit intelligenten Techniken“, also ohne Zerstörung des Schlosses. Klasse A gibt beispielsweise vor, dass beim Gehäusestift mindestens zwei Längen verwendet werden müssen und zwischen allen verbauten Gehäusestiften ein Unterschied von mindestens zwei Stufensprüngen vorliegen muss. Dazu müssen 30.000 verschiedene Schließungen (Schlüsselvarianten) möglich sein, was mit 5 Zuhaltestiften und 8 Stifthöhen (siehe Beispiel oben) erreicht werden kann. Ab Klasse B sind es 100.000, was mit 6 Stiften und 7 Höhen (117.649 Kombinationen, davon 10.716 ungeeignet) erreicht werden kann. Die Klassifizierung A und B erfordert auch einen einbruchhemmenden Türschild mit Ziehschutz.
Ab Klasse B darf der Hersteller Schlüsselprofile von Schließanlagen nicht für Einzelanlagen verwenden.
Die Schließanlagenschlüssel müssen darüber hinaus durch Patente geschützt sein und die Beschaffung von Nachschlüsseln muss über Sicherheitskarten, autorisierte Händler und markierte Schlüsselrohlinge, die dem Händler zuzuordnen sind, abgesichert werden.
Zertifizierte Schließzylinder tragen ein VdS-Logo und eine Anerkennungsnummer.

#### SKG-Zertifizierung
Das niederländische Prüf- und Zertifizierungsinstitut SKG-IKOB kennzeichnet Schließzylinder mit einem dreistufigen Sternsystem. Grundlage ist die Beurteilungsrichtlinie BRL 3104. Geprüft wird nach den Angriffsszenarien der Norm NEN 5089.
Die SKG-Klassen stellen folgende Anforderungen an den Schließzylinder:
- 1 Stern: Mindestens drei Minuten Widerstand gegen Basiswerkzeuge; der Zylinder gilt nicht als eigenständig einbruchhemmend, weshalb diese Einstufung Branchenangaben zufolge für Schließzylinder nicht vergeben wird.[6]
- 2 Sterne: Verzögert Angriffe mit erweitertem Werkzeugsatz mindestens drei Minuten und kann ohne Zusatzschutz verbaut werden.[6]
- 3 Sterne: Widersteht mindestens fünf Minuten mit schwerem Werkzeug; integrierter Ziehschutz ist verpflichtend.[6]

Die Zertifizierung erfolgt durch die nach ISO 17065 akkreditierte SKG-IKOB Certificatie BV, die unter Aufsicht des niederländischen Akkreditierungsrats (RvA) steht und Teil des KOMO-Systems ist. SKG-IKOB führt zur Aufrechterhaltung des Zertifikats regelmäßige Folgeprüfungen mindestens alle zwei Jahre nach Erstzertifizierung durch.
Jeder SKG-zertifizierte Zylinder muss laut BRL 3104 mit dem SKG-Logo und der Sterneanzahl sowie einer Herstellerkennung dauerhaft und ohne Demontage sichtbar markiert sein.
Schließzylinder mit SKG-Logo sind Bestandteil des niederländischen Einbruchschutzlabels Politiekeurmerk Veilig Wonen. Mehrere Versicherer erkennen den Einsatz von SKG-zertifizierter Hardware als Risikominderung an und gewähren dafür Prämiennachlässe.

## Ergänzende Maßnahmen
Die Sicherheit des Schließzylinders ist nur ein Glied in einer Kette von notwendigen Maßnahmen zur Sicherheit. Diese erfordert den Einbau geeigneter Einsteckschlösser aus Metall, die in einer massiven Tür gesichert sind, sowie hochwertiger und sicher verankerter Schließbleche sowie einen Kernziehschutz von der Angriffsseite.

## Besondere Ausführungen
In der häufigsten Bauart kann der Schließzylinder von beiden Seiten mit einem Schlüssel bedient werden. Sobald jedoch ein Schlüssel eingesteckt und gedreht wurde, kann der zweite Schlüssel den Schließzylinder nicht mehr drehen. Wenn der Schlüssel auf der Innenseite der Wohnungstüre steckt, lässt sich der Zugang von Außen selbst dann verhindern, wenn eine berechtigte Person die Türe aufschließen möchte.
Zu den besonderen Ausführungen gehören:
- Schließzylinder mit Not- und Gefahrenfunktion, die beidseitig schließbar sind. Sie eignen sich, um bei unbeabsichtigtem Aussperren oder bei hilflosen Personen eine  Wohnung zu betreten, wenn der Schlüssel auf der Innenseite steckt. Teilweise kann die Notöffnung auf besondere Gefahrschlüssel beschränkt werden.
- Bei Halbzylindern ist der Schließzylinder nur einseitig ausgeführt und entsprechend kurz. Anwendung findet dieser Typ beispielsweise bei Schlüsselschaltern oder Garagentoren
- Bei Knaufzylindern kann auf der Innenseite überhaupt kein Schlüssel eingesteckt werden. Stattdessen befindet sich hier ein fest verbauter Drehknauf. Dadurch besteht bei Gefahr immer die Möglichkeit, durch die Türe ohne Schlüssel von innen nach außen zu gelangen.

## Kerbwirkung

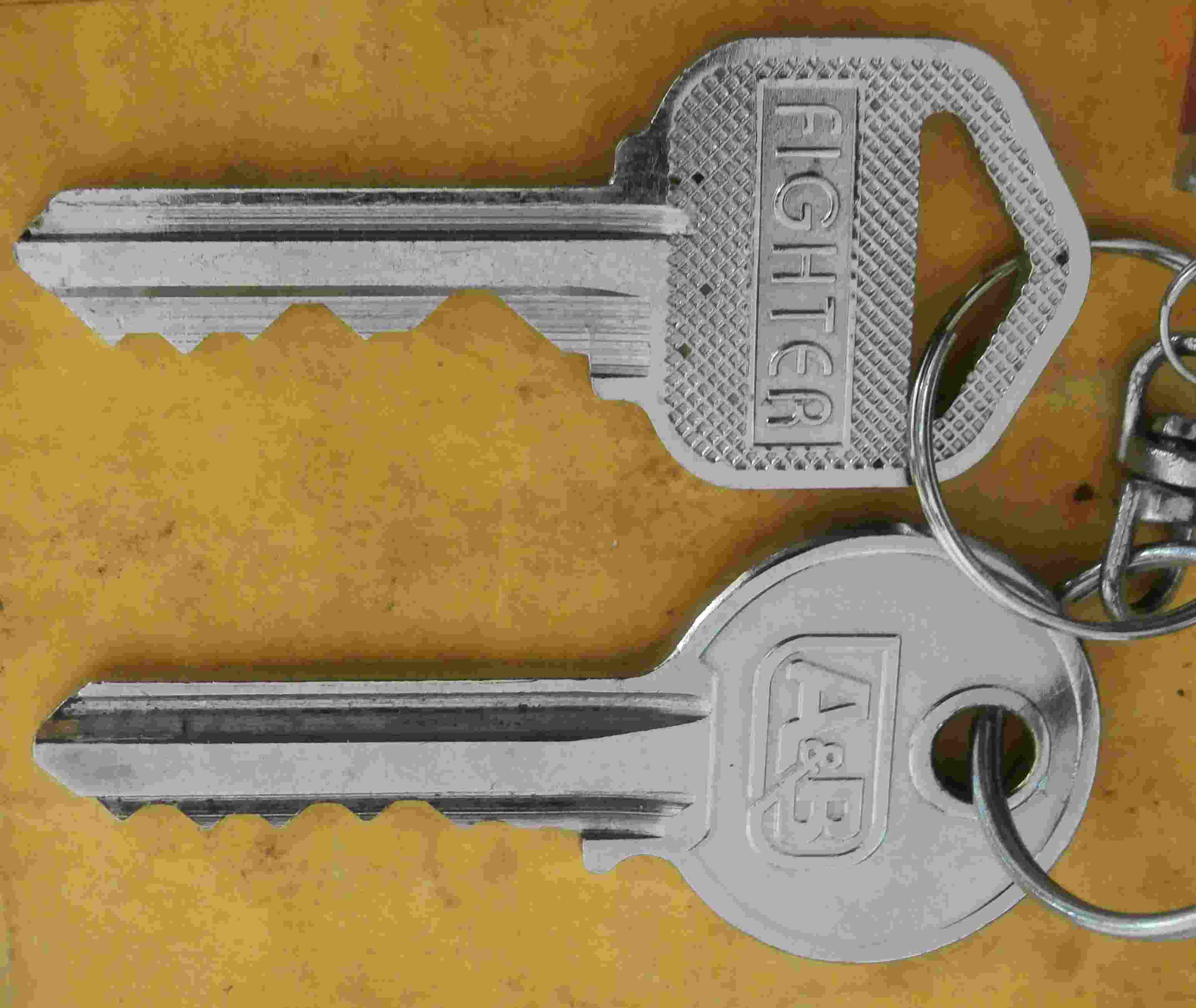
Oben mit zwei tiefen Kerben

Ein Zylinderschlüssel trägt die mechanische Codierung in Form von Einschnitten (Kerben). Je tiefer so eine Kerbe gestaltet ist, desto anfälliger wird der Schlüssel für einen Bruch an dieser Stelle. Gleichzeitig verhindert die Kerbe durch den Einschnittwinkel, dass eine benachbarte Kerbe sehr flach ausfallen kann.
Optimal für die mechanische Stabilität ist es, wenn die Kerben im hinteren Bereich weniger ausgeprägt sind und erst gegen vorne tiefer werden. Gleichzeitig zeigt eine tiefe Kerbe aber auch an, dass zum Entsperren der Kernstift weit in den Zylinder ragen muss. Das kann einen erhöhten Schutz gegen Lockpicking bieten, weil dadurch dahinter liegende Kernstifte schwerer zu erreichen sind.
Die beiden Schlüssel im nebenstehenden Bild sind insofern sehr unterschiedlich, dass der obere tiefe Kerben aufweist, während der untere eher gleichmäßig und weniger tief ausgefräst ist.